# 荘公 (鄭)
荘公（そうこう、紀元前757年 - 紀元前701年）は、鄭の第3代君主。姓は姫。諱は寤生。武公の長子で共叔段の兄。同時に周の平王の又従兄弟でもある。

## 生涯
武公14年（前757年）、武公と申侯の娘の武姜との間の長子として生まれ、太子となる。逆子で生まれたので寤生と名付けられた。非常に難産だったため、武姜は寤生を悪み、同母弟の公子段（共叔段）を溺愛した。武姜は、寤生を廃して公子段を太子にするようにたびたび武公に要求したが武公はその度に拒んだ。
武公27年（前744年）、武公が薨去したため、太子寤生が立って鄭君（以降は荘公と表記）となった。
荘公元年（前743年）、武姜は大城である制を公子段に与えるように要求したが荘公はこれを拒んだ。次に武姜は公子段のために京（けい）を要求したので、公子段を京に封じ京城太叔とした。大臣の祭仲が、大城を与えるのは危険であると諫めたが、荘公は「母の所望だからやむを得ない」と答えた。祭仲は「母君の欲望は尽きることがありません。早めの対処を。草木でさえ蔓延れば除くのは難しく、寵愛を受けている弟君ならなおさらです」と諫言した。荘公は「不義が多ければ必ず自滅する」と言った。
荘公22年（前722年）、京にいる公子段は母の武姜と謀って新鄭を攻撃してきた。これに対し、荘公は公子呂に命じて反撃し、続いて京に進攻した。すると京の民衆が公子段に背いたため、公子段は京を出て共に逃げた。荘公はこの内乱に協力した母の武姜を城潁に移し、「黄泉（死後の世界）でなければ、二度と相見えることはない」と誓った。
荘公23年（前721年）、荘公は潁谷の潁考叔に食事を賜った際に、先の誓いを後悔していることを告げた。潁考叔は「黄泉（地下水）が湧くまで深い隧道を掘り、その中でお会いになれば誓いを破ったことにはなりません」と助言した。荘公はその言に従って、地下で武姜と会い、ついに和解した。
荘公24年（前720年）、宋において宋の穆公が薨去したため、宋の公子馮が鄭に逃れてきた。この年、鄭は周に侵入してその禾（穀物）を取った。
荘公25年（前719年）、鄭が公子馮をかくまったため、衛と宋が攻撃してきた。
荘公27年（前717年）、荘公は族孫にあたる周の桓王のもとに参朝したが、以前に周の禾を取ったことがあったため、礼遇されなかった。そのためその2年後（前715年）、荘公は祊（ほう）と、魯に属していた許の田とを取り換えた。
荘公37年（前707年）、荘公が周に参朝しなかったため、周の桓王は陳・蔡・虢・衛の兵を率いて鄭を撃った。これに対し荘公は、祭仲・高渠弥らとともに出兵し、連合軍を撃破した（繻葛の戦い）。敗走する周軍を見て家臣は追撃するべきと進言したが、荘公は「天子に対してそのようなことは良くない」と答えた。この逸話は、周王の大幅な権威失墜を表す一方、それでも諸侯は周王への敬意を未だ抱いていたことも表している。
荘公38年（前706年）、北戎が斉に侵攻したというので、荘公は太子の忽（こつ）を救援に向かわせた。これによって北戎を撃退できたので、斉の釐公は太子忽に娘を娶らせようとした。しかし太子忽は「我が国は小国で、斉とは釣り合いがとれません」と言って断った。
荘公43年（前701年）、荘公が薨去し、太子忽が立って鄭君（昭公）となった。

## 妻子
- 妻
  - 鄧曼…鄧の公女
  - 雍姞…宋の大夫である雍氏の娘
- 子
  - 昭公（忽）…鄧曼の長子
  - 公子亹…鄧曼の次子
  - 鄭子（嬰）
  - 厲公（突）…雍姞の子
  - 公子語（子人）

## 参考資料
- 『史記』（鄭世家第十二）